# Раковський Володимир Євгенович
Раковський Володимир Євгенович (рос. Раковский Владимир Евгеньевич; 1900–1987) — радянський спеціаліст з торфу, доктор технічних наук, професор, член-кореспондент АН БРСР. Відомий фундаментальними роботами в галузі твердих горючих корисних копалин, зокрема торфу.

## Біографія
Син Євгена Володимировича Раковського. Закінчив хімічний факультет МГУ (1925). 
Працював зам. директора Інституту торфу (1938—1941). У 1940 році був обраний членом-кореспондентом АН БРСР. Директор Інституту торфу АН БРСР (1942—1948; 1960—1963). У 1949—1960 рр. — керівник лабораторії цього ж інституту. У 1948—1959 рр. В. Є. Раковський завідував кафедрою хімічної технології торфу Московського торф'яного інституту, в 1964—1969 рр. — зав. кафедрою Калінінського політехнічного інституту. Керівник лабораторії хімії торфу Московської філії ВНІІТП (1970—1979). Спеціаліст в галузі хімії та хімічної технології торфу. 
Підготував понад 40 кандидатів і докторів наук. Автор понад 300 наукових публікацій.